# Axel Lindblad (skeppsbyggare)

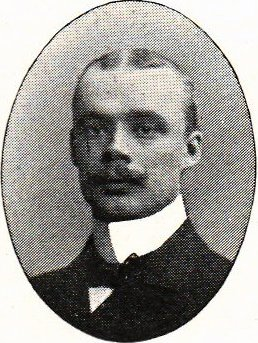
Axel Lindblad

Per Axel Lindblad, född 5 juni 1876 i Vadstena, död 16 januari 1936 i Kungsholms församling i Stockholm, var en svensk ingenjör och kommerseråd.
Lindblad var från 1896 elev vid Kungliga Tekniska högskolan, varifrån han erhöll avgångsexamen 1900. Han inledde sin bana som ingenjör vid den förlustbringande varvsrörelsen vid Söderhamns Verkstads och Varvs AB 1900–1902. Efter att denna verksamhet likviderats var han ingenjör vid Bergsunds Mekaniska Verkstads AB i Stockholm till 1910 och hos Rederi AB Nordstjernan i Stockholm från 1911. Han var förste byråinspektör i Kommerskollegium 1914–1921, blev skeppsmätningsöverkontrollant där 1921, kommerseråd och var chef för dess fartygsinspektionsbyrå från 1929.
Lindblad var avdelningsredaktör i Teknisk Tidskrift 1906–1911, sekreterare hos Statens handelskommission 1916–1919, tjänstgjorde i utrikesdepartementet 1917–1918, var statens ombud i sjöfartskommittén 1917–1920, adjungerad ledamot i Kommerskollegium 1919–1921, sakkunnig vid sjöfartsförhandlingar med Finland 1923, svensk delegat vid förhandlingar om mätbrevsavtal med Norge 1924, Danmark 1925, Nederländerna och Polen 1927, medlem av Nationernas Förbunds expertkommitté för skeppsmätningsfrågor 1927–1931, statens ombud vid internationella skeppsmätningskonferensen i Paris 1925, vid internationella lastlinjekonferensen i London 1930 och vid de nordiska sjöfartssäkerhetsförhandlingarna i Haag 1932.
Axel Lindblad är begravd på Norra begravningsplatsen utanför Stockholm.